# Альберт Беккер
Альберт Беккер (нім. Albert Becker; 5 вересня 1896, Відень — 7 травня 1984, Вісенте-Лопес, Аргентина) — австро-аргентинський шахіст, міжнародний майстер від 1953 року, шаховий теоретик і літератор.
Постійний учасник різних європейських шахових турнірів 1920—30-х років. Переможець турнірів у Відні 1924, 1925, 1927 (разом з Гансом Мюллером), 1931, 1932, 1934, у Міттвайді 1927 (разом з Фрідріхом Земішем), у Лінці 1934 (разом з Еріхом Елісказесом), у Берліні 1938 (разом з Людвігом Рельштабом). Чемпіон Австрії (1937). 1931 року в складі збірної Австрії брав участь у 4-й шаховій Олімпіаді в Празі, показав найкращий результат на 4-й шахівниці (+10 -3 =1).
Перед турніром у Карлсбадені 1929 року жартома запропонував створити «Клуб Віри Менчик», куди потраплять усі гравці, які програють шахістці. Він же і став першим членом клубу, програвши чемпіонці світу в перших турах.
Після аншлюсу Беккер виступав за збірну Німеччини. На 8-й шаховій олімпіаді в Буенос-Айресі (1939) грав на четвертій шахівниці (+6 -3 =3), а також був капітаном; німецька команда завоювала золоті медалі. Під час турніру розпочалася Друга світова війна і вся збірна Німеччини, як і частина шахістів з інших європейських країн, залишилися в Аргентині назавжди.